# Rhamnapoderus spinidorsis
Rhamnapoderus spinidorsis es una especie de coleóptero de la familia Attelabidae.

## Distribución geográfica
Habita en Kenia, Malaui, Tanzania, Uganda y  República Democrática del Congo.